# ISO 3166-2:CF
ISO 3166-2:CF és el subconjunt per a la República Centreafricana de l'estàndard ISO 3166-2, publicat per l'Organització Internacional per Estandardització (ISO) que defineix els codis de les principals subdivisions administratives.
Actualment per a la República Centreafricana, l'estàndard ISO 3166-2 està format per 1 comuna, 14 prefectures i 2 prefectures econòmiques. La comuna és Bangui, és la capital de l'estat i posseeix un status especial igual a una prefectura o una prefectura econòmica.
Cada codi es compon de dues parts, separades per un guió. La primera part és CF, el codi ISO 3166-1 alfa-2 per a la República Centreafricana. La segona part són dues o tres lletres.
- Dues lletres: Prefectures i prefectures econòmiques
- Tres lletres: Comuna

## Codis actuals
Els noms de les subdivisions estan llistades segons l'ISO 3166-2 publicat per la "ISO 3166 Maintenance Agency" (ISO 3166/MA).
Els codis ISO 639-1 són utilitzats per representar els noms de les subdivisions en les llengües oficials següents:
- (fr): Francès
- (sg): Sango

| Codi   | Nom de la subdivisió (fr)  | Nom de la subdivisió (sg) | Tipus de subdivisió  |
| ------ | -------------------------- | ------------------------- | -------------------- |
| CF-BGF | Bangui                     | Bangî                     | Comuna               |
| CF-BB  | Bamingui-Bangoran          | Bamïngï-Bangoran          | Prefectura           |
| CF-BK  | Basse-Kotto                | Kötö                      | Prefectura           |
| CF-HK  | Haute-Kotto                | Tö-Kötö                   | Prefectura           |
| CF-HM  | Haut-Mbomou                | Tö-Mbömü                  | Prefectura           |
| CF-HS  | Haute-Sangha/Mambéré-Kadéï | Tö-Sangä/Mbaere-Kadeï     | Prefectura           |
| CF-KG  | Kémo-Gribingui             | Kemö-Gïrïbïngï            | Prefectura           |
| CF-LB  | Lobaye                     | Lobâye                    | Prefectura           |
| CF-MB  | Mbomou                     | Mbömü                     | Prefectura           |
| CF-NM  | Nana-Mambéré               | Nanä-Mbaere               | Prefectura           |
| CF-MP  | Ombella-Mpoko              | Ömbëlä-Pökö               | Prefectura           |
| CF-UK  | Ouaka                      | Wäkä                      | Prefectura           |
| CF-AC  | Ouham                      | Wâmo                      | Prefectura           |
| CF-OP  | Ouham-Pendé                | Wâmo-Pendë                | Prefectura           |
| CF-VK  | Vakaga                     | Vakaga                    | Prefectura           |
| CF-KB  | Gribingui                  | Gïrïbïngï                 | Prefectura econòmica |
| CF-SE  | Sangha                     | Sangä                     | Prefectura econòmica |